# Confrontatie!
Confrontatie! was een maandblad van uiterst conservatieve rooms-katholieken dat in reactie op de vernieuwingen in de rooms-katholieke kerk in Nederland na het Tweede Vaticaans Concilie in 1964 werd opgericht door J. Asberg en J. Bongaarts, die jarenlang de redactie voerden. Het blad had de ondertitel "Tijdschrift voor r.k. geloofsverkondiging, geloofsverdediging en geloofsbeleving".
Op zijn hoogtepunt kende Confrontatie! 20.000 abonnees.  Het blad verbond het opkomen voor rechtzinnigheid en trouw aan 'Rome' met voortdurende aanvallen op de progressieve flank van de katholieke kerk. Door gebrek aan abonnees werd het blad eind 1994 opgeheven. In het laatste nummer reageerde Bongaarts toen op de dialoog die de bisschoppen met de progressieve Acht Mei Beweging waren begonnen: 'Men dialogiseert niet met de vijfde colonne, men schakelt haar uit'. De toen nieuw benoemde bisschoppen Muskens (Breda) en Ad van Luyn (Rotterdam) waren dat jaar afgevaardigd naar een Acht Mei-bijeenkomst in Den Haag.